# Eastern Creek
Easter Creek est une banlieue de Sydney, en Nouvelle-Galles du Sud en Australie, à environ 35 km à l'ouest du centre de Sydney.
A Easter Creek se trouve le circuit automobile Sydney Motorsport Park, connu auparavant sous le nom  Eastern Creek Raceway, et l'ancien parc d'attraction Sydney wonderland.

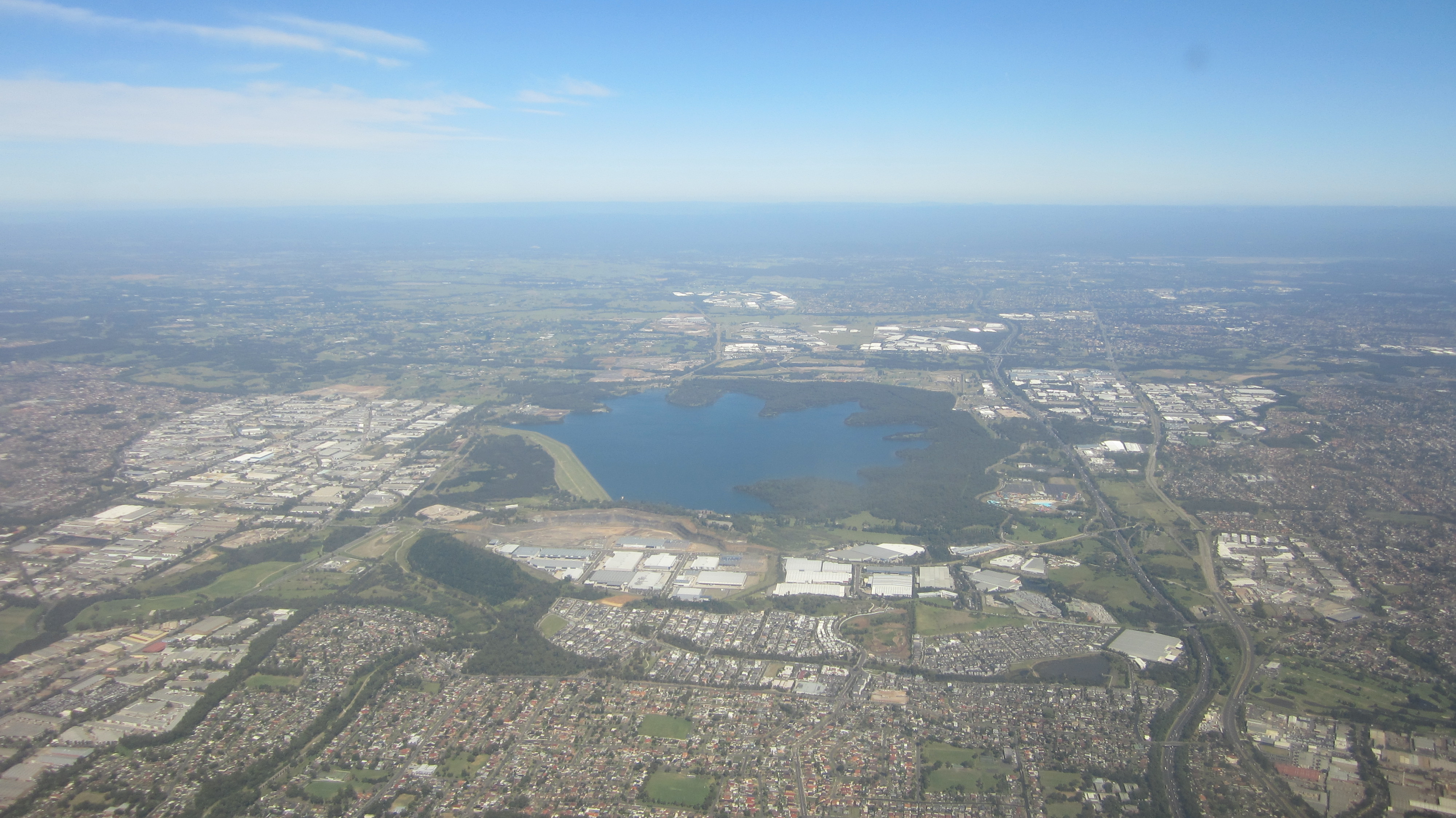
Vue aérienne d'Eastern Creek